# یان نی
یان نی (انگلیسی: Yan Ni؛ زادهٔ ۱۰ مارس ۱۹۷۱) بازیگر اهل چین است. از فیلم‌ها یا برنامه‌های تلویزیونی که وی در آن نقش داشته است می‌توان به جدا نشدنی اشاره کرد.